# Bob King
Robert Wade King, detto Bob (Los Angeles, 20 giugno 1906 – Walnut Creek, 29 luglio 1965), è stato un altista statunitense.

## Palmarès
| Anno | Manifestazione  | Sede      | Evento        | Risultato | Prestazione | Note |
| ---- | --------------- | --------- | ------------- | --------- | ----------- | ---- |
| 1928 | Giochi olimpici | Amsterdam | Salto in alto | Oro       | 1,94 m      |      |